# Татіпака – Коввур
Татіпака – Коввур – газопровід на сході Індії у штаті Андхра-Прадеш.
На початку 1990-х почалась розробка наземних газових родовищ басейну Крішна-Годаварі. Основні з них знаходились в районі дельти Годаварі, звідки проклали ряд трубопроводів для доставки продукції споживачам, як то Татіпака – Какінада, Татіпака – Кондапаллі та Татіпака – Нарсапур – Коввур. Спорудження останнього почалось із ділянки Нарсапур – Коввур довжиною 72 км та діаметром 300 мм, яка стала до ладу в 1996 році і передусім дозволила перевести на газ споруджену за кілька років до того першу чергу ТЕС Віджжешварам. В 2000-му проклали другу нитку діаметром 300 мм і довжиною 62 км, яка прямувала лише до зазначеної теплоелектростанції, де вже з’явилась друга черга.
В 2001-му стала до ладу ділянка Татіпака – Нарсапур довжиною 27 км та діаметром 350 мм, що, зокрема, надало доступ до ресурсів офшорних родовищ, які надходять до газопроводу Татіпака – Какінада. 